# 能登呂村
能登呂村（のとろむら）は、日本の領有下において樺太に存在した村（指定町村）。
能登呂という地名は、アイヌ語の「ノツ・オロ」（岬の所）による。

## 概要
- 北海道に最も近い西能登呂岬が存在する村である。沖合いにある二丈岩も能登呂村に属している。
- 亜庭湾に面し、雨龍浜に役場が存在した。

## 歴史
- 1915年（大正4年）6月26日 - 「樺太ノ郡町村編制ニ関スル件」（大正4年勅令第101号）の施行により行政区画として発足。留多加郡に所属し、大泊支庁留多加出張所が管轄。
- 1922年（大正11年）10月 - 管轄支庁が留多加支庁に変更。
- 1924年（大正13年）12月 - 留多加支庁が廃止され、再び大泊支庁の出張所となる。
- 1929年（昭和4年）7月1日 - 樺太町村制の施行により二級町村となる。
- 1942年（昭和17年）11月 - 管轄支庁が豊原支庁に変更。
- 1943年（昭和18年）4月1日
  - 「樺太ニ施行スル法律ノ特例ニ関スル件」（大正9年勅令第124号）が廃止され、内地編入。
  - 指定町村となる。
- 1945年（昭和20年）8月22日 - ソビエト連邦により占拠される。
- 1949年（昭和24年）6月1日 - 国家行政組織法の施行のため法的に樺太庁が廃止。同日能登呂村廃止。

## 村内の地名
| - 雨竜（うりゅう） - 雨竜浜（うりゅうはま） - 門瀬（もんぜ） - 芳内（よしない） - 親不知（おやしらず） - 鉢子内（はちこない） - 泥川（どろかわ） - 古江（ふるえ） - 問串（といくし） - 大吠（おおほえ） - 淵（ふち） - 利屋泊（りやどまり） | - 内砂（ないしゃ） - 持内（もちない） - 孫杖浜（まごつえはま／もこちはま） - 孫杖（まごつえ／もこち） - 来泊（らいどまり） - 登（のぼり） - 知志谷（ちしや） - 毘沙讃（びしゃさん） - 七江（ななえ） - 石浜（いしはま） - 小浜（こはま）※旧名＝倍加留（ばいかる） - 西能登呂 |

（）

## 地域

### 教育
以下の学校一覧は1945年（昭和20年）4月1日現在のもの。
- 樺太公立雨竜国民学校
- 樺太公立菱取国民学校
- 樺太公立泥川国民学校
- 樺太公立古江国民学校
- 樺太公立大吠国民学校
- 樺太公立内砂国民学校
- 樺太公立北孫杖国民学校
- 樺太公立知志谷国民学校
- 樺太公立盛地国民学校
  - 西能登呂分教場